# Њижни Комарњик
Њижни Комарњик (слч. Nižný Komárnik) насељено је мјесто са административним статусом сеоске општине (слч. obec) у округу Свидњик, у Прешовском крају, Словачка Република.

## Становништво
| Година:    | 1994. | 2004.    | 2014.    | 2024.   |
| ---------- | ----- | -------- | -------- | ------- |
| Број људи: | 173   | 146      | 174      | 185     |
| Разлика:   |       | -15,60 % | +19,17 % | +6,32 % |

| Година:    | 2023. | 2024.   |
| ---------- | ----- | ------- |
| Број људи: | 182   | 185     |
| Разлика:   |       | +1,64 % |

Према подацима о броју становника из 2024. године насеље је имало 185 становника.